# Pablo Figueroa Carillo
Pablo Figueroa Carillo (27 de octubre de 1981) es un deportista puertorriqueño que compitió en judo. Ganó una medalla de bronce en los Juegos Panamericanos de 2011, y cuatro medallas de bronce en el Campeonato Panamericano de Judo entre los años 2006 y 2010.

## Palmarés internacional
| Juegos Panamericanos    | Juegos Panamericanos       | Juegos Panamericanos | Juegos Panamericanos |
| Año                     | Lugar                      | Medalla              | Categoría            |
| ----------------------- | -------------------------- | -------------------- | -------------------- |
| 2011                    | Guadalajara (México)       | Medalla de bronce    | +100 kg              |
| Campeonato Panamericano |                            |                      |                      |
| Año                     | Lugar                      | Medalla              | Categoría            |
| 2006                    | Buenos Aires (Argentina)   | Medalla de bronce    | +100 kg              |
| 2006                    | Buenos Aires (Argentina)   | Medalla de bronce    | Abierta              |
| 2008                    | Miami (Estados Unidos)     | Medalla de bronce    | Abierta              |
| 2010                    | San Salvador (El Salvador) | Medalla de bronce    | +100 kg              |